# ブロンクスのニューヨーク市地下鉄駅の一覧

現在のニューヨーク市地下鉄路線網。ブロンクス区は地図の上部にあたる。

ニューヨーク市地下鉄はアメリカ合衆国ニューヨーク市の5つの行政区のうちブロンクス区、ブルックリン区、マンハッタン区、そしてクイーンズ区を走る地下鉄システムである。メトロポリタン・トランスポーテーション・オーソリティ（MTA）の下部組織であるニューヨークシティー・トランジット・オーソリティーによって運営されており、アメリカ合衆国で最も利用客の多い地下鉄であり世界で4番目に利用客の多い地下鉄である。1日あたりの乗客数は522万5000人である。総駅数は469で、世界一駅数の多い地下鉄となっている。
1940年に3つの地下鉄会社、インターボロー・ラピッド・トランジット（IRT）、ブルックリン・マンハッタン・トランジット（BMT）、そしてインディペンデント・サブウェイ・システム（IND）が合併し、現在のニューヨーク市地下鉄となった。ブロンクス区内にはIRTとINDの路線しか通っていない。

## 路線および運行系統
MTAの公式の数え方によれば、ブロンクスにはニューヨーク市地下鉄駅が70駅ある。9駅がエクスプレス（急行）かつローカル（各停）の駅で、2駅ある複合駅を1つと数えると68駅になる。以下の表では、色付きの路線は基幹路線を表す。その色は運行系統の丸または菱形のラベルの色と一致する。開業年月日はその路線のプラットホームの最初の区間が開業した年月日を記す。ディビジョンは現行のディビジョンの次に括弧でくくって以前のディビジョンを記載する。
| ディビジョン | 路線                           | 運行系統 | ブロンクスの駅                                           | 開業年月日     | ブロンクスより先の進路 |
| ------------ | ------------------------------ | -------- | -------------------------------------------------------- | -------------- | ---------------------- |
| A (IRT)      | ブロードウェイ-7番街線         | 1        | 3                                                        | 1908年8月1日   | マンハッタン           |
| B (IND)      | コンコース線                   | B D      | 10（4駅はエクスプレスかつローカル駅、1駅は複合駅の一部） | 1933年7月1日   | マンハッタン           |
| A (IRT)      | ダイアー・アベニュー線         | 5        | 5                                                        | 1941年5月15日  | 区内のみ               |
| A (IRT)      | ジェローム・アベニュー線       | 4 5      | 14（2駅は複合駅の一部）                                  | 1917年6月2日   | マンハッタン           |
| A (IRT)      | ペラム線                       | 6        | 18 (3駅はエクスプレスかつローカル駅)                     | 1918年8月1日   | マンハッタン           |
| A (IRT)      | ホワイト・プレーンズ・ロード線 | 2 5      | 20（2駅はエクスプレスかつローカル駅、1駅は複合駅の一部） | 1904年11月26日 | マンハッタン           |

## 駅一覧
完全に廃止・撤去・解体された駅はリストに含めていない。
| 凡例                                                    | 凡例                                     |
| ------------------------------------------------------- | ---------------------------------------- |
| Stops all times                                         | 終日停車                                 |
| Stops all times except late nights                      | 深夜を除き終日停車                       |
| Stops late nights only                                  | 深夜のみ停車                             |
| Stops weekdays only                                     | 平日のみ停車                             |
| Stops all times except rush hours in the peak direction | ラッシュ時混雑方向以外の終日停車         |
| Stops daily except rush hours in the peak direction     | 平日のラッシュ時の混雑方向を除く終日停車 |
| Stops rush hours only                                   | ラッシュ時のみ停車                       |
| Stops rush hours in peak direction only                 | ラッシュ時の混雑方向のみ停車             |
| 時間帯詳細                                              |                                          |

| *                       | ステーション・コンプレックス（複合駅）を形成する駅                                                                          |
| **                      | 緩行線と急行線間または同一路線の運行系統間の乗換駅のターミナル；上述の複合駅の一部でもあり得る                              |
| ***                     | 複数階または隣接プラットホームで別の路線への乗り換えができる駅。MTAはこれらのプラットホームは同一駅としてカウントしている。 |
| †                       | 運行系統のターミナル駅 |
| *†, **† または ***†     | 乗換およびターミナル駅 |
| ‡                       | ブロンクス内での最終駅。以降はブルックリン、マンハッタン、またはクイーンズに入る。                                          |
| *‡, **‡, または ***‡    | ブロンクス内での最終駅かつ乗換駅                                                                                            |
| *†‡, **†‡, または ***†‡ | ブロンクス内での最終駅、乗換駅、かつターミナル駅                                                                            |
| バリアフリー・アクセス  | 障害を持つアメリカ人法準拠の障害者対応駅                                                                                    |
| (N) または (S)          | 障害者対応駅であるが、北行または南行のみ対応の駅                                                                            |

| 駅                                                                | バリアフリー・アクセス | ディヴィジョン | 路線                           | 運行系統 | 開業年月日     |
| ----------------------------------------------------------------- | ---------------------- | -------------- | ------------------------------ | -------- | -------------- |
| 3番街-138丁目駅 **‡                                               | 1                      | A (IRT)        | ペラム線                       | 6 <6>    | 1918年8月1日   |
| 3番街-149丁目駅 **                                                | 0                      | A (IRT)        | ホワイト・プレーンズ・ロード線 | 2 5      | 1905年7月10日  |
| 138丁目-グランド・コンコース駅 ‡                                  | 1                      | A (IRT)        | ジェローム・アベニュー線       | 4 5      | 1918年7月17日  |
| 149丁目-グランド・コンコース駅 *                                  | 1                      | A (IRT)        | ジェローム・アベニュー線       | 4        | 1917年6月2日   |
| 149丁目-グランド・コンコース駅 *‡                                 | 1                      | A (IRT)        | ホワイト・プレーンズ・ロード線 | 2 5      | 1905年7月10日  |
| 161丁目-ヤンキー・スタジアム駅 *‡                                 | 0                      | B (IND)        | コンコース線                   | B D      | 1933年7月1日   |
| 161丁目-ヤンキー・スタジアム駅 *                                  | 0                      | A (IRT)        | ジェローム・アベニュー線       | 4        | 1917年6月2日   |
| 167丁目駅                                                         | 1                      | B (IND)        | コンコース線                   | B D      | 1933年7月1日   |
| 167丁目駅                                                         | 1                      | A (IRT)        | ジェローム・アベニュー線       | 4        | 1917年6月2日   |
| 170丁目駅                                                         | 1                      | B (IND)        | コンコース線                   | B D      | 1933年7月1日   |
| 170丁目駅                                                         | 1                      | A (IRT)        | ジェローム・アベニュー線       | 4        | 1917年6月2日   |
| 174丁目駅                                                         | 1                      | A (IRT)        | ホワイト・プレーンズ・ロード線 | 2 5      | 1904年11月26日 |
| 174丁目-175丁目駅                                                 | 1                      | B (IND)        | コンコース線                   | B D      | 1933年7月1日   |
| 176丁目駅                                                         | 1                      | A (IRT)        | ジェローム・アベニュー線       | 4        | 1917年6月2日   |
| 182丁目-183丁目駅                                                 | 1                      | B (IND)        | コンコース線                   | B D      | 1933年7月1日   |
| 183丁目駅                                                         | 1                      | A (IRT)        | ジェローム・アベニュー線       | 4        | 1917年6月2日   |
| 219丁目駅                                                         | 1                      | A (IRT)        | ホワイト・プレーンズ・ロード線 | 2 5      | 1917年3月3日   |
| 225丁目駅                                                         | 1                      | A (IRT)        | ホワイト・プレーンズ・ロード線 | 2 5      | 1917年3月31日  |
| 231丁目駅 ‡                                                       | 0                      | A (IRT)        | ブロードウェイ-7番街線         | 1        | 1908年8月1日   |
| 233丁目駅                                                         | 0                      | A (IRT)        | ホワイト・プレーンズ・ロード線 | 2 5      | 1917年3月31日  |
| 238丁目駅                                                         | 1                      | A (IRT)        | ブロードウェイ-7番街線         | 1        | 1908年8月1日   |
| アラートン・アベニュー駅                                          | 1                      | A (IRT)        | ホワイト・プレーンズ・ロード線 | 2 5      | 1917年3月3日   |
| ベイチェスター・アベニュー駅                                      | 1                      | A (IRT)        | ダイアー・アベニュー線         | 5        | 1941年5月15日  |
| ベッドフォード・パーク・ブールバード駅 **†                        | 1                      | B (IND)        | コンコース線                   | B D      | 1933年7月1日   |
| ベッドフォード・パーク・ブールバード-リーマン・カレッジ駅         | 1                      | A (IRT)        | ジェローム・アベニュー線       | 4        | 1918年4月15日  |
| ブロンクス・パーク・イースト駅                                    | 1                      | A (IRT)        | ホワイト・プレーンズ・ロード線 | 2 5      | 1917年3月3日   |
| ブルック・アベニュー駅                                            | 1                      | A (IRT)        | ペラム線                       | 6        | 1919年1月8日   |
| バー・アベニュー駅                                                | 1                      | A (IRT)        | ペラム線                       | 6 <6>    | 1920年12月20日 |
| バーク・アベニュー駅                                              | 1                      | A (IRT)        | ホワイト・プレーンズ・ロード線 | 2 5      | 1917年3月3日   |
| バーンサイド・アベニュー駅                                        | 1                      | A (IRT)        | ジェローム・アベニュー線       | 4        | 1917年6月2日   |
| キャッスル・ヒル・アベニュー駅                                    | 1                      | A (IRT)        | ペラム線                       | 6        | 1920年10月24日 |
| サイプレス・アベニュー駅                                          | 1                      | A (IRT)        | ペラム線                       | 6        | 1919年1月8日   |
| 東143丁目-セント・メアリーズ・ストリート駅                        | 1                      | A (IRT)        | ペラム線                       | 6        | 1919年1月8日   |
| 東149丁目駅                                                       | 1                      | A (IRT)        | ペラム線                       | 6        | 1919年1月8日   |
| 東180丁目駅 **†                                                   | 0                      | A (IRT)        | ホワイト・プレーンズ・ロード線 | 2 5      | 1917年3月3日   |
| イーストチェスター-ダイアー・アベニュー駅 †                       | 1                      | A (IRT)        | ダイアー・アベニュー線         | 5        | 1941年5月15日  |
| エルダー・アベニュー駅                                            | 1                      | A (IRT)        | ペラム線                       | 6        | 1920年5月30日  |
| フォーダム・ロード駅 **                                           | 1                      | B (IND)        | コンコース線                   | B D      | 1933年7月1日   |
| フォーダム・ロード駅                                              | 0                      | A (IRT)        | ジェローム・アベニュー線       | 4        | 1917年6月2日   |
| フリーマン・ストリート駅                                          | 1                      | A (IRT)        | ホワイト・プレーンズ・ロード線 | 2 5      | 1904年11月26日 |
| ガン・ヒル・ロード駅                                              | 1                      | A (IRT)        | ダイアー・アベニュー線         | 5        | 1941年5月15日  |
| ガン・ヒル・ロード駅                                              | 0                      | A (IRT)        | ホワイト・プレーンズ・ロード線 | 2 5      | 1917年3月3日   |
| ハンツ・ポイント・アベニュー駅 **                                 | 0                      | A (IRT)        | ペラム線                       | 6 <6>    | 1919年1月8日   |
| インターベール・アベニュー駅                                      | 1                      | A (IRT)        | ホワイト・プレーンズ・ロード線 | 2 5      | 1904年11月26日 |
| ジャクソン・アベニュー駅                                          | 1                      | A (IRT)        | ホワイト・プレーンズ・ロード線 | 2 5      | 1904年11月26日 |
| キングスブリッジ・ロード駅 **                                     | 1                      | B (IND)        | コンコース線                   | B D      | 1933年7月1日   |
| キングスブリッジ・ロード駅                                        | 1                      | A (IRT)        | ジェローム・アベニュー線       | 4        | 1917年6月2日   |
| ロングウッド・アベニュー駅                                        | 1                      | A (IRT)        | ペラム線                       | 6        | 1919年1月8日   |
| ミドルタウン・ロード駅                                            | 1                      | A (IRT)        | ペラム線                       | 6 <6>    | 1920年12月20日 |
| モリス・パーク駅                                                  | 1                      | A (IRT)        | ダイアー・アベニュー線         | 5        | 1941年5月15日  |
| モリソン・アベニュー-サウンドビュー駅                             | 1                      | A (IRT)        | ペラム線                       | 6        | 1920年5月30日  |
| モショル・パークウェイ駅                                          | 1                      | A (IRT)        | ジェローム・アベニュー線       | 4        | 1918年4月15日  |
| マウント・イーデン・アベニュー駅                                  | 1                      | A (IRT)        | ジェローム・アベニュー線       | 4        | 1917年6月2日   |
| ネレイド・アベニュー駅 **†                                        | 1                      | A (IRT)        | ホワイト・プレーンズ・ロード線 | 2 5      | 1917年3月31日  |
| ノーウッド-205丁目駅 †                                            | 1                      | B (IND)        | コンコース線                   | D        | 1933年7月1日   |
| パークチェスター駅 **†                                            | 1                      | A (IRT)        | ペラム線                       | 6 <6>    | 1920年5月30日  |
| ペラム・ベイ・パーク駅 †                                          | 0                      | A (IRT)        | ペラム線                       | 6 <6>    | 1920年12月20日 |
| ペラム・パークウェイ駅                                            | 1                      | A (IRT)        | ダイアー・アベニュー線         | 5        | 1941年5月15日  |
| ペラム・パークウェイ駅                                            | 0                      | A (IRT)        | ホワイト・プレーンズ・ロード線 | 2 5      | 1917年3月3日   |
| プロスペクト・アベニュー駅                                        | 1                      | A (IRT)        | ホワイト・プレーンズ・ロード線 | 2 5      | 1904年11月26日 |
| シンプソン・ストリート駅                                          | 0                      | A (IRT)        | ホワイト・プレーンズ・ロード線 | 2 5      | 1904年11月26日 |
| セント・ローレンス・アベニュー駅                                  | 1                      | A (IRT)        | ペラム線                       | 6        | 1920年5月30日  |
| トレモント・アベニュー駅 **‡                                      | 1                      | B (IND)        | コンコース線                   | B D      | 1933年7月1日   |
| ヴァン・コートラント・パーク-242丁目駅 †                          | 1                      | A (IRT)        | ブロードウェイ-7番街線         | 1        | 1908年8月1日   |
| ウェイクフィールド-241丁目駅 †                                    | 1                      | A (IRT)        | ホワイト・プレーンズ・ロード線 | 2        | 1920年12月13日 |
| ウェスト・ファームズ・スクエア-イースト・トレモント・アベニュー駅 | 1                      | A (IRT)        | ホワイト・プレーンズ・ロード線 | 2 5      | 1904年11月26日 |
| ウェストチェスター・スクエア-イースト・トレモント・アベニュー駅   | 1                      | A (IRT)        | ペラム線                       | 6 <6>    | 1920年10月24日 |
| ウィットロック・アベニュー駅                                      | 1                      | A (IRT)        | ペラム線                       | 6        | 1920年5月30日  |
| ウッドローン駅 †                                                  | 1                      | A (IRT)        | ジェローム・アベニュー線       | 4        | 1918年4月15日  |
| ゼレガ・アベニュー駅                                              | 1                      | A (IRT)        | ペラム線                       | 6 <6>    | 1920年10月24日 |

## 註
1. ↑  IRTブロードウェイ-7番街線マーブル・ヒル-225丁目駅はアメリカ合衆国本土の土地としてはブロンクス区と地続きであるが、駅自体およびネイバーフッドのマーブル・ヒル（英語版）は法的にはマンハッタンに含まれる。
2. 1 2  149丁目-グランド・コンコース駅は国際的に比較する際は1駅と数える。
3. 1 2  161丁目-ヤンキー・スタジアム駅は国際的に比較する際は1駅と数える。